# St. Matthias (München)

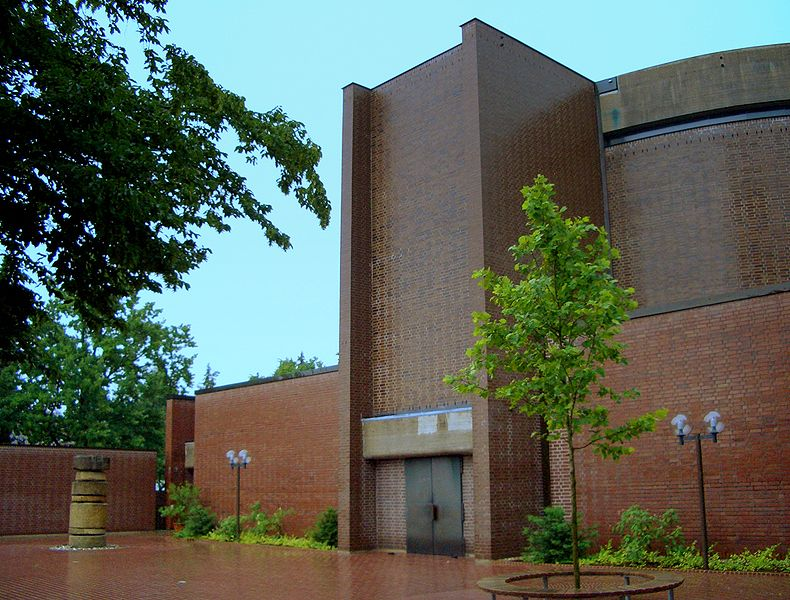
Kirchhof mit Brunnen und Eingang zur Kirche

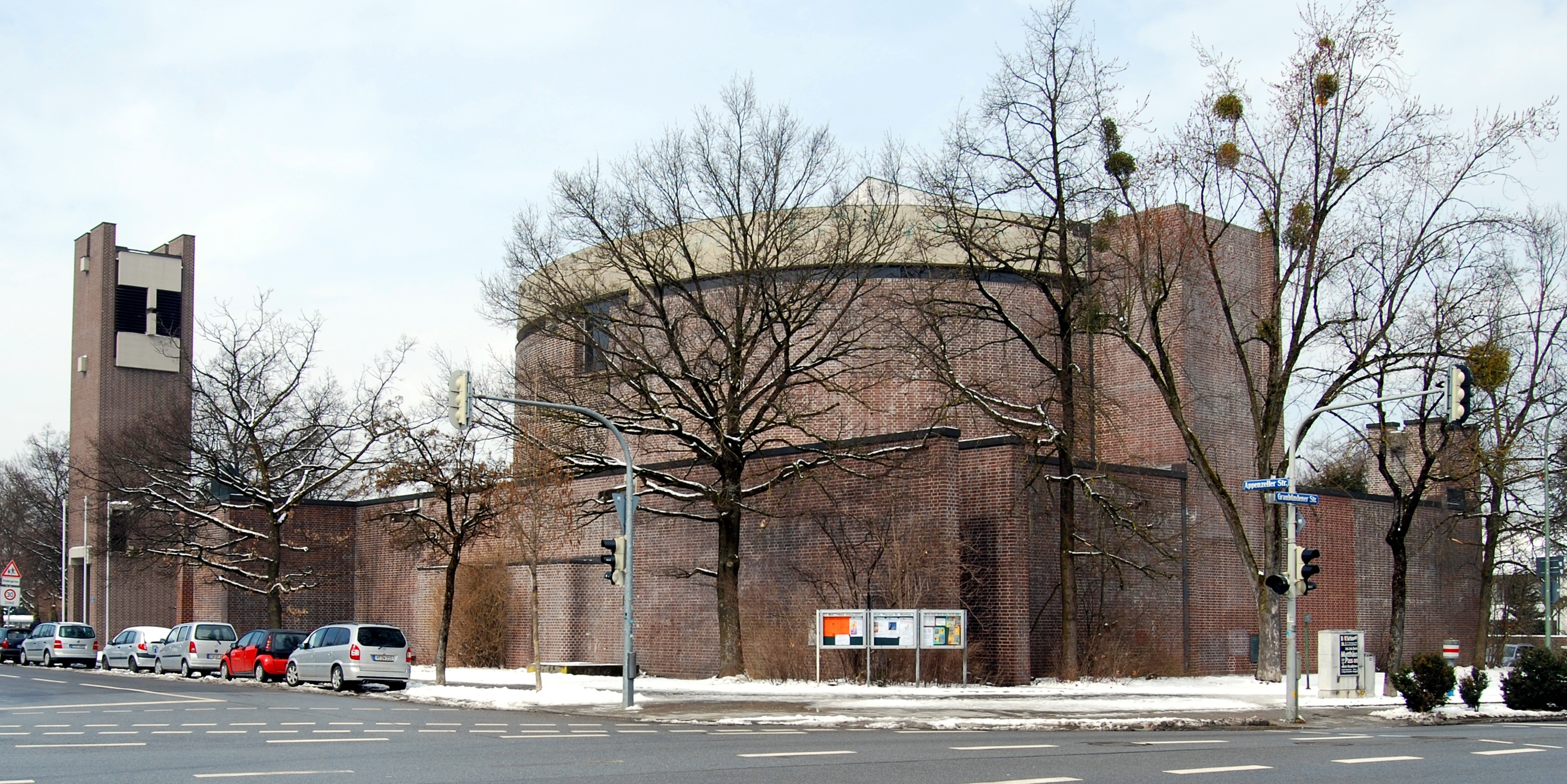
Gesamtansicht der Kirche

St. Matthias ist eine katholische Pfarrkirche im Münchner Stadtteil Fürstenried. Die 1965 nach Plänen von Alexander von Branca gebaute Kirche steht unter Denkmalschutz.

## Bauwerk
Auch das Pfarrzentrums mit Pfarrhaus und Gemeindehaus wurden von Alexander von Branca entworfen.

### Gesamtanlage
Eine geschlossene Anlage umfasst die Kirche und die zugehörigen Bauten; sie sind einheitlich sowohl außen als auch innen in bräunlichem Backstein ausgeführt. Das Zentrum, von dem aus alle Bauten zugänglich sind, bildet der mit einer Backsteinmauer gegen die Straße abgegrenzte Kirchhof, gepflastert mit rötlichem Backstein. Der Zugang zum Hof liegt im zwanzig Meter hohen Campanile. Der eigentliche – fensterlose – Kirchenbau im Osten der Anlage steht auf quadratischem Grundriss. Eine in den Bau eingestellte 14 Meter hohe Rotunde ragt zur Hälfte aus den Außenmauern empor und bildet damit eine bereits von weitem sichtbare Dominante. Der Eingang zur Kirche ist durch einen an die Rotunde angelehnten turmartigen Quader gleicher Höhe betont; ein gleichartiger Anbau befindet sich auf der gegenüberliegenden Seite.
Im Kirchhof steht ein Brunnen aus sieben Steinzylindern, die für die sieben Sakramente stehen; er ist ein Werk von Johannes Engelhardt.

### Innenraum
Die Rotunde ruht auf 32 Rundpfeilern im Kircheninnern und ist somit überall zugänglich. Am Eingang und auf der gegenüberliegenden Seite – hinter dem Altar – ist sie unterbrochen; dort finden sich rechteckige Nieschen entsprechend den von außen sichtbaren turmartigen Anbauten. Der quadratische Umfassungsbau wird durch Oberlichte, die Rotunde durch ein schmales Lichtband kurz unterhalb des Flachdachs und einen zentralen Lichtschacht beleuchtet. Das Lichtband verleiht der damit abgehobenen Decke Leichtigkeit. Durch die Beleuchtungssituation ergibt sich ein deutlicher Kontrast zwischen dem dunkleren Umgang und dem helleren runden Zentrum der Kirche. Der Altar steht in der Mitte des Raumes, der hellsten Stelle der Kirche. Auf drei Seiten ist er von Bänken für die Gemeinde umgeben. In der Südwestecke ist die Taufkapelle, an der Nordostecke die Alltagskapelle angebaut.

## Ausstattung

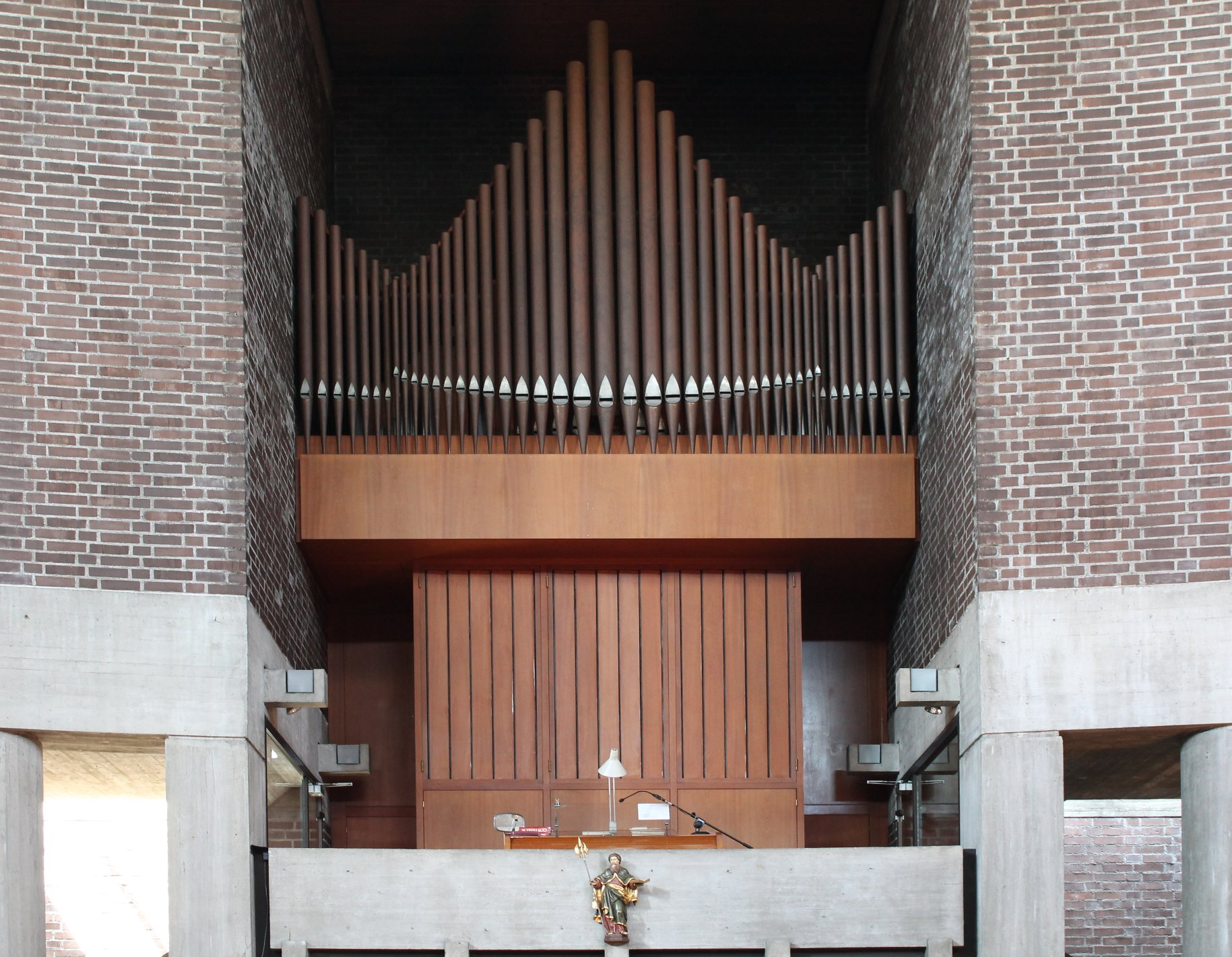
Orgel

Decke, Beichtstühle und Kirchenbänke sind aus rötlichem Afzeliaholz. Das große durchbrochene Hängekreuz von Roland Friederichsen aus Bronze in der Nische gegenüber dem Eingang zeigt in der Mitte den Auferstandenen und nachösterliche Gottbegegnungen an den Enden der Kreuzesbalken. Altar und Taufstein stammen von Johannes Kreuz, Tabernakel und Leuchter von Blasius Gerg. Die bronzenen Darstellungen der Kreuzwegstationen an den Wänden schuf Joseph Michael Neustifter.

### Orgel
Die Orgel wurde 1971 von der Firma Walcker gebaut. Sie hat 23 Register auf zwei Manualen und Pedal.

### Glocken
Im niedrigen Glockenturm hängen vier Bronzeglocken im Salve-Regina-Motiv mit Schlagtonfolge es1 - g1 - b1 - c2.

## Geschichte
Die Gemeinde wurde 1962 gegründet, als Filiale von Heilig Kreuz in Forstenried. Zunächst fanden Gottesdienste in der Kirche von Schloss Fürstenried statt, bis im Herbst desselben Jahres ein provisorischer Bau am jetzigen Standort errichtet wurde. Im März 1964 wurde die Gemeinde selbständig, zunächst als Pfarrkuratie.
Grundsteinlegung der neuen Kirche war im November 1964, die Einweihung konnte am 12. Dezember 1965 gefeiert werden.

## Seelsorger
- Pater Vijay Kumar Tirkey SVD, Pfarrer
- Pater Rajesh Pare SVD, Kaplan